# Widdringtonia cedarbergensis
Widdringtonia cedarbergensis (Відрінгтонія кланвільямська) — вид хвойних рослин родини Кипарисові.

## Поширення, екологія
Країни зростання: ПАР (Західна Капська провінція, Кланвільямський район). Популяції цього виду обмежені скелястими хребтами і скелями пісковиків. Висотний діапазон: (915)1000–1500(1650) м над рівнем моря. Дерева часто захищені великими валунами від частих лісових пожеж в навколишній рослинності. Річна кількість опадів становить від 500 до1000 мм і випадає в основному в холодні зимові місяці, а літо сухе і жарке.

## Морфологія
Дерево 5–7 м заввишки, але в захищених місцях до 20 метрів. Старі дерева розлогі, кострубаті й масивні. Кора червонувато-сіра, тонка, волокниста і відшаровується. Неповнолітніх дерев листки до 20 мм в довжину і 2 мм завширшки; дорослих дерев листки завдовжки до 4 мм. Пилкові шишки довжиною 1–2 мм. Насіннєві шишки кулясті, діаметром до 25 мм, з 4 темно-коричневими деревними лусками. Дерево може мати шишки на різних стадіях розвитку протягом року. Насіння яйцеподібне, вузькокриле.

## Використання
Рослину багато вирубували європейські поселенці за її щільну, легку в обробці і міцну деревину. Використовувалась для огорож, будівництва фермерських будинків і сараїв, для теслярських робіт, меблів, поки ресурс не скоротився, а останні деревостої майже знищені пожежами.

## Загрози та охорона
Історична експлуатація своєї цінної деревини у XIX столітті призвела до скорочення 95% рослин. Частіші й інтенсивніші пожежі запобігають регенерації; вижили дерева обмежені скелястими хребтами, карнизами, і оголеннями в основному поза досяжністю вогню. Сьогодні малі залишки дерева захищені від вирубування для будь-яких цілей. Вирощування тепер проводяться насамперед у цілях відновлення популяції в місцевих розплідниках, а також в кількох ботанічних садах.